# Glen Berry
Glenn Berry (Romford, 21 aprile 1978) è un attore britannico attivo dal 1993 al 2003, quando si è ritirato dalle scene.

## Biografia
Nel 1993 è entrato nell'Anna Scher Theatre School; ha debuttato in televisione in Eastenders. Nel 1994 è apparso nella serie televisiva britannica Between the Lines. L'anno seguente ha partecipato al film tv Prime Suspect: The Scent of Darkness e ad un paio di serie televisive: Grange Hill (due episodi) e Casualty (un episodio).
Nel 1996 ha interpretato un personaggio ricorrente nella soap opera London Bridge, trasmessa dalla ITV, e soprattutto ha rivestito il ruolo da protagonista di Jamie Gangel in Beautiful Thing, commedia a tematica LGBT che ha ricevuto vari riconoscimenti nei festival di genere.
Nonostante il successo di Beautiful Thing, Glenn Berry è tornato in televisione solo nel 2001 e poi nel 2003 e sempre interpretando personaggi comparsi in un unico episodio, nelle serie televisive My Brother Tom, L'ispettore Barnaby, Trust e Metropolitan Police.
Nel 2003 si è ritirato dalle scene.

## Filmografia
- Between the Lines - serie TV, un episodio (1994)
- Casualty - serie TV, un episodio (1995)
- Grange Hill - serie TV, 2 episodi (1995)
- Prime Suspect: The Scent of Darkness (1995)
- Beautiful Thing (1996)
- London Bridge - serie TV, 4 episodi (1996)
- London's Burning - serie TV, un episodio (1996)
- L'ispettore Barnaby (Midsomer Murders) - serie TV, episodio 4x02 (2001)
- My Brother Tom - serie TV, un episodio (2001)
- Metropolitan Police - serie TV, un episodio (2003)
- Trust - serie TV, un episodio (2003)